# 볼로냐 FC 1909
볼로냐 풋볼 클레브 1909(Bologna Football Club 1909)는 이탈리아의 축구 클럽으로, 에밀리아 로마냐 주의 볼로냐를 연고로 한다. 1909년 창단된 이래 오늘날까지 유지되고 있으며, 이 클럽은 선수들이 착용하는 빨간색-파란색 무늬 유니폼 때문에 rossoblù라는 애칭으로 불리기도 한다. 참고로, 빨간색과 파란색은 볼로냐 시의 공식 색깔이기도 하다.
이 클럽은 이탈리아 리그에서 7번 우승한 경험이 있으며, 이탈리아 리그 팀들 중에서 6번째로 성공한 팀이기도 하다. 2004-05 시즌 세리에 B로 강등, 세리에 B 2007-08 시즌에서 2위를 기록해, 2008-09 시즌부터 세리에 A 무대에 복귀하게 되었다.

## 역사
볼로냐 FC의 형태는 비엔나와 프라하의 대학에서 축구에 관심을 갖던 오스트리아인 에밀로 아른슈타인에 의해 형성되었다. 그와 그의 형제들은 이전에도 오스트리아에서 레드 스타라는 축구 클럽을 만들기도 했다.
클럽은 1909년 10월 3일 이탈리아의 북부 도시 볼로냐에서 만들어졌다. 클럽의 구성은 카를로 산도니가 스폰서이자 단장이였고 스위스 출신인 루이스 로치는 회장, 귀족인 귀도 델라 발레는 부회장 역할, 비서관에는 엔리코 페날리아, 출납원 역에는 세르지오 람프론티가 맡았다. 반면에 에밀리오 아른슈타인과 레오네 빈첸치는 고문관에 임명됐다.
1910년 3월 20일에 볼로냐는 하얀색 유니폼을 입고 비르투스를 상대로 첫 경기를 치렀다. 볼로냐는 상대를 9:1로 압도하며 승리했다. 그들의 첫 스쿼드 명단은 코흐, 치아라, 페스사렐리, 브라갈리아, 귀도 델라 벨레, 난니, 도나티, 라우흐, 베르나베우, 메차노와 그라디이다.
그들의 창단 후 첫 시즌을 아리고 그라디를 주장으로 하여 지역 리그에서 보냈고 볼로냐는 리그에서 우승하여 상위 리그인 그룹 베네토-에밀리아노 로 승격하게 되었다. 그들은 4 시즌을 그 리그에서 보냈는데 이 기간에 리그에서 5위 이하로 내려간 적은 한 번도 없었다고 한다. 볼로냐는 제1차 세계 대전이 일어나면서 모든 축구 리그 일정이 연기되기 전에 북부 리그에 참가하게 되었다.

### 1920년대와 1930년대 챔피언
제1차 세계 대전 이후에 볼로냐는 더욱 더 많은 성공을 거뒀다. 1919-20 시즌에 처음으로 북부 리그 준결승전에 올랐고 다음 시즌에는 결승전에도 진출하였다. 그들은 1923-24 시즌에도 결승전에 출전하였지만 전년도 챔피언인 제노아에 패배하며 준우승에 만족했다.
1924-25 시즌에 볼로냐는 결승전 상대로 제노아를 만나 무려 5번의 경기를 치른 뒤에야 처음으로 리그 챔피언자리에 등극한다. 몇 시즌 뒤인 1928-29 시즌에 볼로냐는 두 번째 챔피언 등극은 이탈리아 축구에서 큰 의미가 있는데 볼로냐가 우승한 그 시즌은 이탈리아 구 축구 시스템에서 현재 시스템인 세리에 A로 바뀌기 바로 전 시즌이다.
볼로냐는 제2차 세계 대전이 발발하기 전까지 4번의 리그 우승을(1935–36, 1936–37, 1938–39, 1940–41) 차지했다.

### 제2차 세계대전 후
제2차 세계 대전 후에 볼로냐는 적은 성공을 거뒀다. 1950년대와 1960년대 동안에 1963-64년에 다시 리그 챔피언자리를 차지할때까지 리그에서 4, 5, 6위를 기록했다. 그 우승은 볼로냐가 세리에 A에서 거둔 마지막 우승이자 7번째 우승이다.
하지만 모든게 좋지 않은 건 아니였다. 1970년도에 코파 이탈리아를 두 번 우승을 했다. 결승전 상대는 팔레르모였는데 1-1로 무승부로 끝나자 승부차기를 통해 4-3으로 볼로냐가 우승을 걷었다.

### 리그에서의 실패와 후퇴
1981-82 시즌이 시작하고 볼로냐는 흔들리기 시작했다. 첫 번째로 볼로냐는 세리에 A에서 강등당하였다. 거기다가 연속으로 두 번이나 강등을 당하여 세리에 C1으로 추락했다. 다음해에 볼로냐는 C1을 우승하였고 1988-89 시즌에 세리에 B에서 무려 4년간의 경쟁끝에 세리에 A로 복귀했다.
하지만 그들의 돌아온 1부 리그 생활은 오래가지 못했다. 1991년에 볼로냐는 또 다시 강등당하였고 1993년에는 세리에 C1으로 떨어졌다. 96년에 다시 1부리그로 돌아왔고 유럽클럽대항전에서 인터토토컵우승과 UEFA 컵 출전 등 약간의 성공을 거두기도 했다. 볼로냐는 플레이오프전에서 파르마에 패배하기 전에 2004-05 시즌까지 세리에 A에 남았다.

### 세리에 B
강등으로 인해 주축 선수들이 대거 이탈했음에도 볼로냐는 2005-2006 시즌에 승격 경쟁을 할 것으로 기대했다. 이러한 야망에도 불구하고 팀은 경험 부족이었던 감독인 렌초 울리베리에 의해 불안한 행보로 시즌 시작하였다. 그는 시즌 도중 경질되고 전 인테르나치오날레의 수비수였던 안드레아 만도를리니를 선임했다.
이 기간에 팀은 주세페 가초니 프라스카라에 의해 지역 사업가인 알프레도 카촐라에게 매각됐다. 만도를리니는 클럽을 맡길 능력이 안되는 것으로 보이자 2006년 3월 5일에 그를 해임시켰다. 그리고 몇 달 전에 해임이 경질된 울리베리 감독을 다시 재선임하였다. 볼로냐는 해당 시즌을 8위로 마쳤다. 2006-07 시즌에는 리그 7위로 리그를 마쳤다. 이 기간에는 회장인 카촐라와 감독 울리베리의 충돌이 몇 번 있어 2007년 4월 14일에 울리베리 감독은 경질당했고 전 어시스턴트 코치이자 인터림 매니저인 루카 체코니로 대체했다. 2007-08 시즌에는 볼로냐는 다니엘레 아리고니 감독의 지휘 아래에 자동 승격권인 리그 2위를 기록하여 세리에 A로 승격하였다.

### 세리에 A
2008년 여름에 볼로냐는 구단주인 카촐라와 미국을 기반으로 한 컨소시엄에 인수당할 예정이었으나 이것이 취소되었다. 하지만 후에 지역 그룹의 새 회장인 프란체스카 메나리니에 의해 매각되었다. 참고로 그녀는 세리에 A의 역사에서 여성이 회장이 된 두 번째 인물이다. 아리고니는 새 그룹에 의해서 다시 감독으로 선임되었고 시즌 시작에서 특별한 인상을 심어줬다. AC 밀란을 상대로 산 시로(스타디오 주세페 메아차)에서 프란체스코 발리아니의 두 골로 승리를 한 것이다. 다음 경기부터 볼로냐는 9경기에서 8경기를 지는등 애를 먹었다. 게다가 결정적으로 칼리아리 칼초에 5:1로 패배하자 2008년 12월 3일에 다니엘레 아리고니 감독을 경질시키고 시니샤 미하일로비치를 볼로냐의 새 감독으로 선임하였다.
2009년 4월 14일에 주세페 파파도풀로 감독을 선임시켰고 그는 팀을 상승새로 이끌며 시즌 마지막 경기까지 간 끝에 세리에 B로의 강등에서 벗어나게 해줬다. 세리에 A 2009-10 시즌은 볼로냐가 세리에 A 무대에서 65번째 시즌을 맞이한 시즌이기도 하며 프랑코 콜롬바 감독을 선임하기도 했다.
2010년 5월 볼로냐는 메나리니 가문에 의해서 사르데냐 출신 사업가인 세르지오 포르세다에게 완전 인수되었다. 지난시즌 팀을 강등해서 구해낸 프랑코 콜롬바는 세리에 A 2010-11 시즌이 시작되기 전인 2010년 8월 29일에 해임되었다. 클럽의 회장인 포르세다는 이 결정을 내린 이유는 그가 팀에 너무 회의적이는 이유에 해임시켰다고 말했다.

### "볼로냐(Bologna) 2010" 컨소시엄
2010년 12월 23일, 은행가 조반니 콘소르테와 커피 사업가 마시모 차네티에 의한 볼로냐 2010 컨소시엄은 세르지오 포르세다에게서 클럽의 경영을 취득을 이끌었다. 포르세다 회장은 짧은 경영 기간 동안에 볼로냐의 임금 채불을 하지 않았고 파산할 위협에게 쳐하게 했다. 차네티가 새로운 클럽의 회장이 되었고 이탈리아의 유명한 뮤지션이자 볼로냐의 오랜 서포터인 잔니 모란디가 명예 회장에 임명됐다.
2011년 1월 21일 마시모 자네티 회장과 루카 바랄디 CEO가 단지 28일만에 경영 파트너로서 해결할 수 없는 문제의 차이로 사임했다. 새 단장으로는 스테파노 페드렐리가 내정되었다. 76일간 회장직은 마르코 파비냐니가 맡았다.

## 경기장
볼로냐의 공식 경기장은 스타디오 레나토 달라라다. 달라라는 볼로냐에서 가장 큰 스포츠 시설이며 달라라라는 명칭은 볼로냐가 세리에 A의 스쿠테토를 차지하기 3일 전에 세상을 떠난 전 구단주인 레나토 달라라 회장의 이름을 기념해 지은 것이다. 수용인원은 38,729명이다. curva Bulgarelli (Bulgarelli 커브 [Curve] ) 이자 볼로냐의 울트라스의 커브는 볼로냐의 유명한 축구 선수인 자코모 불가렐리에게 바쳐졌으나 지금은 사라졌다(2009년 2월 31일)

## 선수 명단

### 1군 명단
2024년 8월 30일 기준
참고: FIFA 자격 규정에 따라 소속된 국가대표팀 국기를 표시합니다. 선수는 복수의 FIFA 비회원국 국적을 가지고 있을 수 있습니다.
| 번호 | 포지션 | 국적       | 이름                                     |
| ---- | ------ | ---------- | ---------------------------------------- |
| 1    | GK     |            | 우카시 스코룹스키                        |
| 2    | DF     |            | 에밀 홀름                                |
| 3    | DF     |            | 슈테판 포슈                              |
| 5    | DF     | 크로아티아 | 마르틴 에를리치                          |
| 6    | MF     | 크로아티아 | 니콜라 모로                              |
| 7    | FW     |            | 리카르도 오르솔리니 (부주장)             |
| 8    | MF     |            | 레모 프로일러                            |
| 9    | FW     |            | 산티아고 카스트로                        |
| 10   | FW     |            | 예스페르 칼손                            |
| 11   | FW     |            | 단 은도예                                |
| 14   | FW     | 잉글랜드   | 사무엘 일링주니어 (애스턴 빌라에서 임대) |
| 15   | DF     |            | 니콜로 카살레 (라치오에서 임대)          |
| 16   | DF     |            | 토마소 코라차                            |
| 17   | MF     | 모로코     | 우사마 엘 아주지                         |
| 18   | MF     |            | 톰마소 포베가 (AC 밀란에서 임대)         |

| 번호 | 포지션 | 국적       | 이름                  |
| ---- | ------ | ---------- | --------------------- |
| 19   | MF     | 스코틀랜드 | 루이스 퍼거슨 (주장)  |
| 20   | MF     |            | 미셸 애비셔           |
| 21   | FW     |            | 옌스 오드가르드       |
| 22   | DF     |            | 하랄람포스 리코야니스 |
| 23   | GK     |            | 니콜라 바뇰리니       |
| 24   | FW     |            | 티스 달링가           |
| 26   | DF     | 콜롬비아   | 혼 루쿠미             |
| 28   | FW     |            | 니콜로 캄비아기       |
| 29   | DF     |            | 로렌초 데 실베스트리  |
| 30   | FW     |            | 벤하민 도밍게스       |
| 31   | DF     |            | 샘 뵈케마             |
| 33   | DF     |            | 후안 미란다           |
| 34   | GK     |            | 페데리코 라발리아     |
| 80   | MF     |            | 조반니 파비안         |
| 82   | MF     |            | 카츠페르 우르반스키   |

## 역대 감독
볼로냐는 많은 세월 동안에 여러 감독들이 있었으며 그중에는 공동으로 감독직을 수행하는 경우도 있었다. 아래에 있는 표는 역대 볼로냐의 감독을 1920년도부터 순서대로 나열한 것이다.
| 이름                | 국적                             | 연도    |
| ------------------- | -------------------------------- | ------- |
| 에르만 펠스너       | 오스트리아                       | 1920–31 |
| 줄러 렐로비치       | 헝가리                           | 1931–32 |
| 요제프 너지         | 헝가리                           | 1932    |
| 아실리 가마         | 브라질                           | 1932–33 |
| 테크니컬 커미션     | 이탈리아 왕국                    | 1933–34 |
| 러요시 코바치       | 헝가리                           | 1934    |
| 아르파드 베이스     | 헝가리                           | 1934–38 |
| 에르만 펠스너       | 오스트리아                       | 1938–42 |
| 마리오 몬테산토     | 이탈리아 왕국                    | 1942–43 |
| 알레크잔더 포포피크 | 오스트리아                       | 1945–46 |
| 테크니컬 커미션     | 이탈리아 왕국                    | 1946    |
| 요제프 비올러       | 헝가리                           | 1946–47 |
| 줄러 렐로비치       | 헝가리                           | 1947–48 |
| 토뉘 카르그넬리     | 오스트리아                       | 1948–49 |
| 에드먼드 크로포드   | 잉글랜드                         | 1950–51 |
| 라파엘레 산소네     | 이탈리아                         | 1951    |
| 주세페 갈루치       | 이탈리아                         | 1951–52 |
| 줄러 렐로비치       | 헝가리                           | 1952    |
| 주세페 비아니       | 이탈리아                         | 1952–56 |
| 알도 캄파텔리       | 이탈리아                         | 1956–57 |
| 류보 벤치치         | 유고슬라비아 사회주의 연방공화국 | 1957    |
| 죄르지 샤로시       | 헝가리                           | 1957–58 |
| 알프레도 포니       | 이탈리아                         | 1958–59 |
| 페데리코 알라시오   | 이탈리아                         | 1959–61 |
| 풀비오 베르나르디니 | 이탈리아                         | 1961–65 |
| 만리오 스코피뇨     | 이탈리아                         | 1965    |
| 루이스 카르니글리아 | 아르헨티나                       | 1965–68 |

| 이름                                | 국적                | 연도    |
| ----------------------------------- | ------------------- | ------- |
| 주세페 비아니                       | 이탈리아            | 1968    |
| 체사리노 체르벨라티                 | 이탈리아            | 1968–69 |
| 오론초 풀리에세                     | 이탈리아            | 1969    |
| 에드몬도 파브리                     | 이탈리아            | 1969–72 |
| 오론초 풀리에세 체사리노 체르벨라티 | 이탈리아 · 이탈리아 | 1972    |
| 브루노 페사올라                     | 아르헨티나          | 1972–76 |
| 구스타보 자뇨니                     | 이탈리아            | 1976–77 |
| 체사리노 체르벨라티                 | 이탈리아            | 1977    |
| 브루노 페사올라                     | 아르헨티나          | 1977–79 |
| 마리노 페라니                       | 이탈리아            | 1979    |
| 체사리노 체르벨라티                 | 이탈리아            | 1979    |
| 마리노 페라니                       | 이탈리아            | 1979–80 |
| 루이지 라디체                       | 이탈리아            | 1980–81 |
| 타르치시오 부르니크                 | 이탈리아            | 1981–82 |
| 프란체스코 리구오리                 | 이탈리아            | 1982    |
| 알프레도 마니                       | 이탈리아            | 1982    |
| 파올로 카로시                       | 이탈리아            | 1982–83 |
| 체사리노 체르벨라티                 | 이탈리아            | 1983    |
| 잔카를로 카데                       | 이탈리아            | 1983–84 |
| 넬로 산틴                           | 이탈리아            | 1984    |
| 브루노 파체                         | 이탈리아            | 1984–85 |
| 카를로 마초네                       | 이탈리아            | 1985–86 |
| 빈첸초 구에리니                     | 이탈리아            | 1986–87 |
| 조반 바티스타 파브리                | 이탈리아            | 1987    |
| 루이지 마이프레디                   | 이탈리아            | 1987–90 |
| 프란코 스콜리오                     | 이탈리아            | 1990    |

| 이름                  | 국적     | 연도    |
| --------------------- | -------- | ------- |
| 루이지 라디체         | 이탈리아 | 1990–91 |
| 루이지 마이프레디     | 이탈리아 | 1991    |
| 네도 소네티           | 이탈리아 | 1991–92 |
| 에우제니오 베르셀리니 | 이탈리아 | 1992–93 |
| 알도 체란톨라         | 이탈리아 | 1993    |
| 로마노 폴리           | 이탈리아 | 1993    |
| 알베르토 차케로니     | 이탈리아 | 1993    |
| 에도아르도 레야       | 이탈리아 | 1993–94 |
| 렌초 울리비에리       | 이탈리아 | 1994–98 |
| 카를로 마초네         | 이탈리아 | 1998–99 |
| 세르조 부소           | 이탈리아 | 1999    |
| 프란체스코 구이돌린   | 이탈리아 | 1999–03 |
| 카를로 마초네         | 이탈리아 | 2003–05 |
| 렌초 울리비에리       | 이탈리아 | 2005    |
| 안드레아 만도를리니   | 이탈리아 | 2005–06 |
| 렌초 울리비에리       | 이탈리아 | 2006–07 |
| 루카 체코니           | 이탈리아 | 2007    |
| 다니엘레 아리고니     | 이탈리아 | 2007–08 |
| 시니샤 미하일로비치   | 세르비아 | 2008–09 |
| 주세페 파파도풀로     | 이탈리아 | 2009    |
| 프란코 콜롬바         | 이탈리아 | 2009–10 |
| 파올로 마냐니 (대행)  | 이탈리아 | 2010    |
| 알베르토 말레사니     | 이탈리아 | 2010–11 |
| 피에르파올로 비솔리   | 이탈리아 | 2011–11 |
| 스테파노 피올리       | 이탈리아 | 2011–14 |
| 다비데 발라르디니     | 이탈리아 | 2014    |
| 루이스 디에고 로페스  | 우루과이 | 2014-15 |

| 이름                | 국적     | 연도      |
| ------------------- | -------- | --------- |
| 델리오 로시         | 이탈리아 | 2015      |
| 로베르토 도나도니   | 이탈리아 | 2015-18   |
| 필리포 인차기       | 이탈리아 | 2018-19   |
| 시니샤 미하일로비치 | 세르비아 | 2019-22   |
| 티아고 모타         | 이탈리아 | 2022-2024 |
| 빈센초 이탈리아노   | 이탈리아 | 2024-     |

## 주목할 만한 선수
- 크리스티안 차카르도
- 테오도로스 자고라키스
- 헬무트 할러
- 마시모 보니니
- 케네트 안데르손
- 모하메드 칼론
- 훌리오 리카르도 크루스
- 나카타 히데토시

## 역대 성적
북부 리그 / 세리에 A : 7
- 우승: 1924–25, 1928–29, 1935–36, 1936–37, 1938–39, 1940–41, 1963–64.
- 준우승: 1920–21, 1923–24, 1925–26, 1926–27, 1931–32, 1939–40, 1965–66.

코파 이탈리아 : 3
- 우승: 1969–70, 1973–74, 2024-25

미트로파컵 : 3
- 우승: 1932, 1934, 1961 국제대회

UEFA 인터토토컵 : 1
- 우승: 1998.